# Дударев, Глеб Александрович
Глеб Алекса́ндрович Ду́дарев (бел. Глеб Аляксандравіч Дудараў; род. 17 октября 1996) — белорусский легкоатлет, специалист по метанию молота. Выступает за сборную Белоруссии по лёгкой атлетике с 2015 года, победитель и призёр первенств национального значения, участник летних Олимпийских игр в Токио.

## Биография
Глеб Дударев родился 17 октября 1996 года. Проживал в Витебске.
Занимался лёгкой атлетикой в Специализированной детско-юношеской школе олимпийского резерва в Дубровно, учился в Новополоцком государственном училище олимпийского резерва в Боровухе.
Позже проходил подготовку в США во время учёбы в Канзасском университете, с 2017 года выступал за местную легкоатлетическую команду Kansas Jayhawks на различных студенческих соревнованиях, в том числе дважды становился серебряным призёром первого дивизиона Национальной ассоциации студенческого спорта.
Впервые заявил о себе на международном уровне в сезоне 2015 года, когда вошёл в состав белорусской национальной сборной и выступил на юниорском европейском первенстве в Эскильстуне, где в зачёте метания молота стал девятым. Здесь познакомился с украинским специалистом Андреем Кохановским, который отныне стал его личным тренером.
В 2016 году показал пятый результат в молодёжной категории на Кубке Европы по метаниям в Араде.
В 2018 году выступил на Кубке Европы по метаниям в Лейрии и на чемпионате Европы в Берлине — на предварительном квалификационном этапе метнул молот на 72,19 метра и в финал не вышел.
В августе 2019 года на соревнованиях в Минске установил свой личный рекорд в метании молота — 78,29 метра. Помимо этого, выиграл бронзовую медаль в Первой лиге командного чемпионата Европы в Саннесе (73,58), занял восьмое место на чемпионате мира в Дохе (76,00). Будучи студентом, представлял Белоруссию на Универсиаде в Неаполе, где с результатом 72,35	стал четвёртым.
Выполнив олимпийский квалификационный норматив (77,50), удостоился права защищать честь страны на летних Олимпийских играх 2020 года в Токио — на предварительном квалификационном этапе метнул молот на 71,60 метра, чего оказалось недостаточно для выхода в финал.